# Sagrario Aleman
Sagrario Aleman Astiz, née le 5 mars 1952 à Etxaleku (Imotz), est une femme politique, enseignante et académicienne basque espagnole de langue basque et espagnole.

## Biographie
Au niveau scolaire, elle obtient un baccalauréat en pharmacie de l'université Complutense de Madrid. Personnalité politique et culturelle fort reconnue en Navarre, Sagrario Aleman est l'une des fondatrices avec Arturo Campión des « euskaltegis » ou centre d'enseignement de la langue basque aux adultes. Fondé en 1972, elle en sera la directrice en 1982. L'enseignement en général, et du basque en particulier, est très important à ses yeux. Les cours, séminaires et ateliers de langue prennent beaucoup de place dans sa vie. C'est aussi une ex-parlementaire de Herri Batasuna, parti rattaché en 2001 à "Aralar". Elle est aussi membre du conseil consultatif du gouvernement basque.
Sagrario Aleman devient membre d'Euskaltzaindia ou Académie de la langue basque en 2008. L'acte est célébré le 31 mai à Etxaleku, en présence de Patxi Salaberri. Elle y déclare: « La coexistence du batua académique et des autres euskalkis (dialectes basques) ne feront qu'enrichir la langue. » En fait, Sagrario Aleman exprime depuis toujours sa forte préoccupation devant la disparition des formes locales de l'euskara. Depuis la fin des années 1960, le batua, ou basque unifié, est désormais la langue de l'éducation, des télécommunications et de l'administration, une langue comprise d'un bout à l'autre du Pays basque. Seulement les dialectes, ayant de moins en moins de locuteurs, tendent à plus ou moins long terme de disparaitre.
Dans son discours d'intronisation, Sagrario rappelle ce qu'était son enfance et sa jeunesse dans le petit village d'Etxaleku durant les 40 dernières années du XXe siècle. « Nous vivions en basque, c'était notre langue commune (véhiculaire) », tandis que « l'utilisation du castillan était limité à l'environnement scolaire et à la communication avec des gens qui ne connaissent pas la langue (basque) ». Depuis ce temps, elle dit avoir vécu un processus de régression. Sagrario l'attribue à la situation politique, le manque de prestige social et la concentration des écoles de langues.
Mais heureusement cette tendance a changé avec l'introduction en 1979 du « modèle éducatif D », qui actuellement permet aux enfants d'étudier en euskara. Dans ce contexte, l'universitaire a exprimé sa satisfaction parce que « dans un avenir pas trop lointain, toute la population de la zone sera bascophone ».